# Ermita de Bótoa
La Ermita de Bótoa, también conocida como Ermita de Nuestra Señora de Bótoa, tiene su origen en el siglo XIV, en el paraje denominado desde antiguo por Budua o Botoba, actual Bótoa (en Valdebótoa), perteneciente al término municipal de la ciudad de Badajoz (España). En ella se celebra la Romería de Bótoa, en relación con la advocación mariana de su mismo nombre, la Virgen de Bótoa, copatrona y "Reina de los Campos de Badajoz".
La existencia de la actual ermita de la Virgen de Bótoa se remonta hacia finales del siglo XVIII y su construcción finalizó en el primer tercio del siglo XIX, aunque hay referencias de la existencia de una ermita anterior desde 1629.
El primer domingo de mayo se celebra una multitudinaria romería en su ermita. Se trata de una romería internacional, ya que la imagen es venerada por peregrinos tanto portugueses como españoles.

## Historia
La advocación a la Virgen y Romería de Bótoa viene dada por un antiguo asentamiento romano denominado "Budua", que más tarde pasaría a ser "Bótova" y definitivamente Bótoa, al ser conquistada por Alfonso IX de León ganando la Batalla de Alange en 1230. Lo que conocemos como Bótoa, los alrededores donde se sitúa hoy la ermita. Las distintas excavaciones han dado a conocer los restos romanos que allí se encuentran y que ha estado habitada por romanos y musulmanes.

### Primera ermita
Hacia finales del siglo XIV existía una ermita, más rudimentaria y seguramente románica, de la que ya no queda nada, la cual tenía su propia imagen y que nada tenía que ver con la actual Virgen de Bótoa.

### Ermita actual
La existencia de la actual ermita de la Virgen de Botoa se remonta hacia finales del siglo XVIII; su construcción finalizó en el primer tercio del siglo XIX aunque, como ya se ha dicho antes, existen datos que reseñan que en 1629 existía una ermita anterior. Sufrió varios daños a consecuencia de las guerras y fue reconstruida en 1821 tal y como se puede ver en la actualidad.
En 1833 fue utilizada como hospital, "Lazareto", a consecuencia del cólera procedente de Portugal, y en ella estuvieron aisladas todas las personas que habían contraído la enfermedad. En 1886 se utilizará como Hospedería puesto que muchas familias acudían al lugar a pasar temporadas. Por ello la Junta de Gobierno, ante la escasez de medios económicos, decidió alquilar algunas de las habitaciones del edificio. A destacar, una de las personas más ilustres que pasó por allí fue la poetisa extremeña Carolina Coronado.

### Características histórico-artísticas
Es una arquitectura humilde, aunque ello no ha evitado remarcar la grandeza de esta obra; abierta en extensión y no con mucha altura, lo que está muy de acuerdo con su contexto; la arquitectura popular extremeña.
Es de planta rectangular y el edificio, en el crucero, cuenta con una bóveda de medio cañón, lunetos y vanos o ventanas que aprovechan, sobre todo, la luz del este. Su cúpula se levanta sobre pechinas y su único retablo, de época rococó portuguesa y de mármol de Borba (Portugal), luce en tonos pastel. Destacan los tonos azules, beiges y magentas claros. La cúspide está enmarcada por una banda beige, con pinturas, y representando las cinco cabezas de ángeles y en el centro el Espíritu Santo en forma de paloma del que irradian destellos de luz, que simboliza la pureza de Dios o el alma Cristiana. Bajo esta cúpula y en el centro del retablo se sitúa la titular: la Virgen de Bótoa. Por encima del Sagrario se encuentra el Camarín de la Virgen. A cada lado del mismo hay dos puertas, una que da paso a las dependencias interiores y otra para subir al mencionado Camarín. Sobre la puerta de entrada se encuentra el coro construido en 1866. En la fachada de ermita un ojo de buey o rosetón con vidrios amarillos y decorado con la rosa de los vientos sirve de tragaluz en las horas cercanas al mediodía y atardecer. Cuenta con cuatro de sus picos en color rosa, otros cuatro en color rojo y el círculo central en verde. Sobre el rosetón se levanta un frontón con una campana. Pintada en blanco, cuenta con un ático, un patio delantero enrejado y una sacristía, además de un púlpito a la derecha del altar.

### Imaginería
Cuenta con dos imágenes independientes relacionadas con la labor del campo; un ejemplo de ello es San Isidro Labrador, situado a la izquierda de la ermita. Esta talla de madera policromada es obra del escultor Juan de Ávalos (conocido por sus obras en "El Valle de los Caídos") realizada en 1943. Además, cuenta con la imagen de la Virgen de Bótoa de principios del siglo XVIII, siendo ésta la principal imagen de la ermita.

### Pintura
En la sacristía existe un cuadro titulado "Huida a Egipto", anónimo, del siglo XVIII que fue restaurado en 1997.

### Cómo llegar
La ermita se encuentra en el kilómetro 16,5 de la carretera Badajoz - Valencia de Alcántara (EX-110), a 15 kilómetros de Badajoz capital. Por la carretera N-523 Badajoz - Cáceres, a unos 6 km pasado Gévora, hemos de desviarnos a la izquierda para continuar por la carretera C-530 hacia Alburquerque, a poca distancia del pueblo de Valdebótoa y a la derecha de la carretera se encuentra la ermita.

## Virgen y Romería de Bótoa

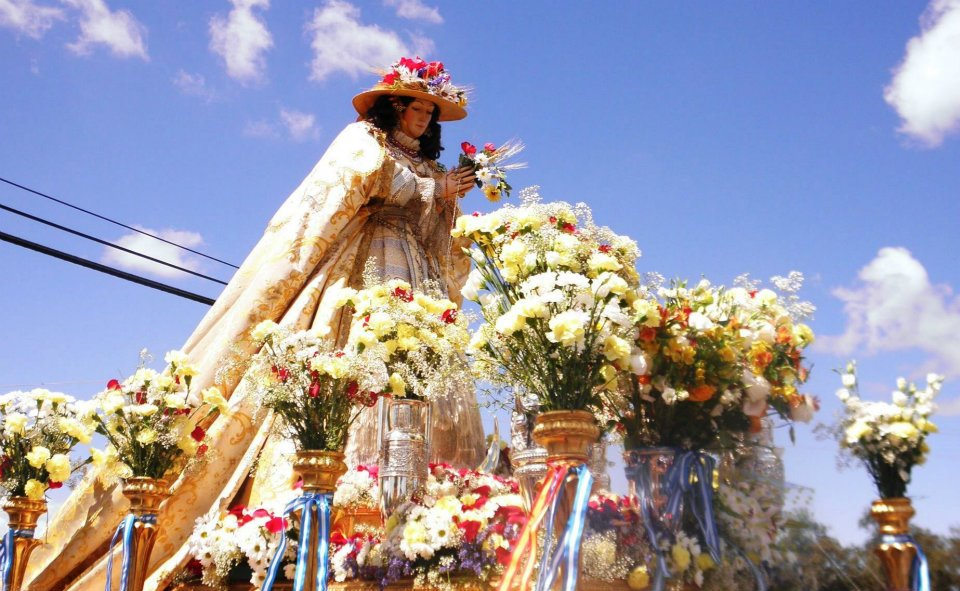
Virgen y Romería de Bótoa (Badajoz, España).